# Bahía de Ise
La bahía de Ise (伊勢湾 Ise-wan) es una bahía localizada en la desembocadura de los Tres Ríos de Kiso entre las prefecturas de Mie y Aichi en Japón. 
La bahía tiene una profundidad media de 19,5 metros y una máxima de 30 metros. La anchura de la bahía es de 9 km, la bahía está conectada mediante dos canales (el de Nakayama y el de Morosaki) a una bahía menor llamada bahía de Mikawa. Conecta con el océano Pacífico.

## Historia y medio ambiente
La bahía de Ise deriva su nombre del gran santuario de Ise y de la ciudad de Ise que la rodean. La planicie que se extiende desde Kuwana en el norte de Mie hasta Ise se llama llanura de Ise, esta cubre toda la costa oeste de la bahía. 
Después de la Segunda Guerra Mundial la bahía contribuyó a la recuperación de la economía japonesa, sin embargo esto ha hecho que la bahía esté contaminada en gran parte, afectando al agua, a los esteros y a las algas indispensables para conservar la flora y la fauna. También se han construido diques que han dejado a la bahía casi aislada del mar. 

## Galería de imágenes

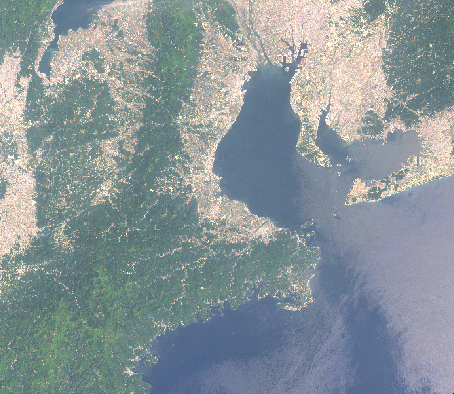
La bahía desde una vista aérea.
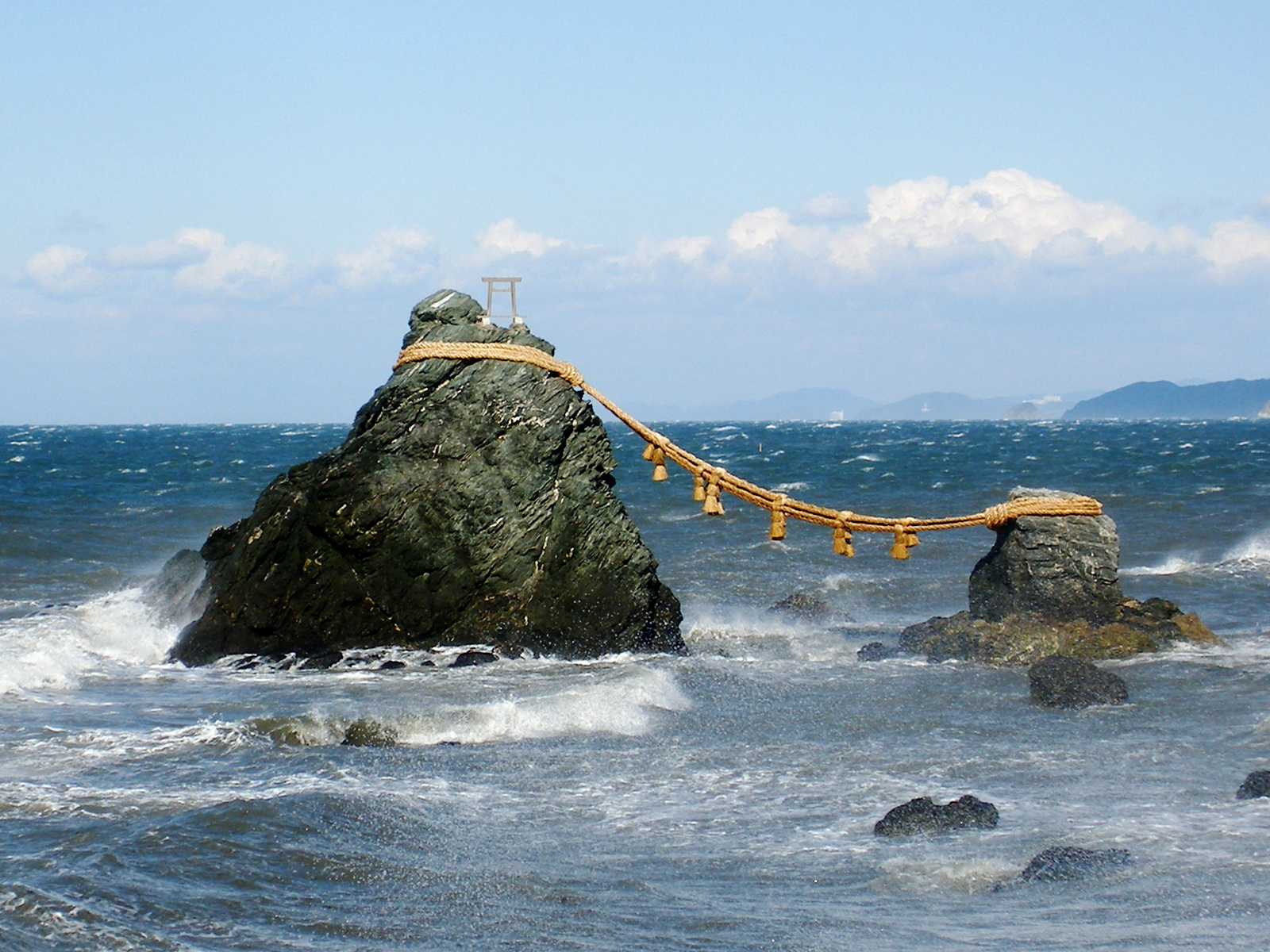
Las rocas Meoto Iwa en la bahía.
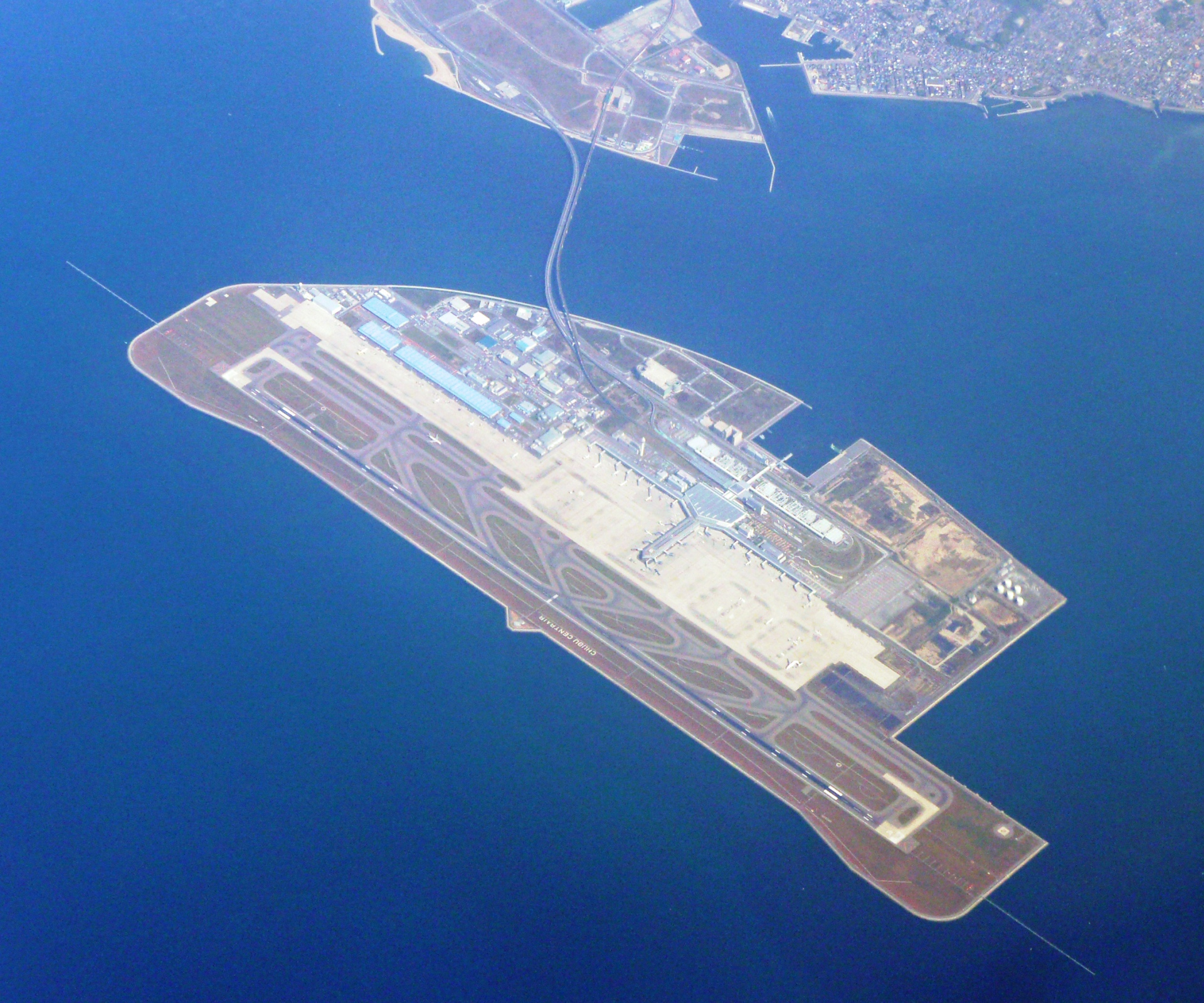
Vista aérea del Aeropuerto Chubu Centrair
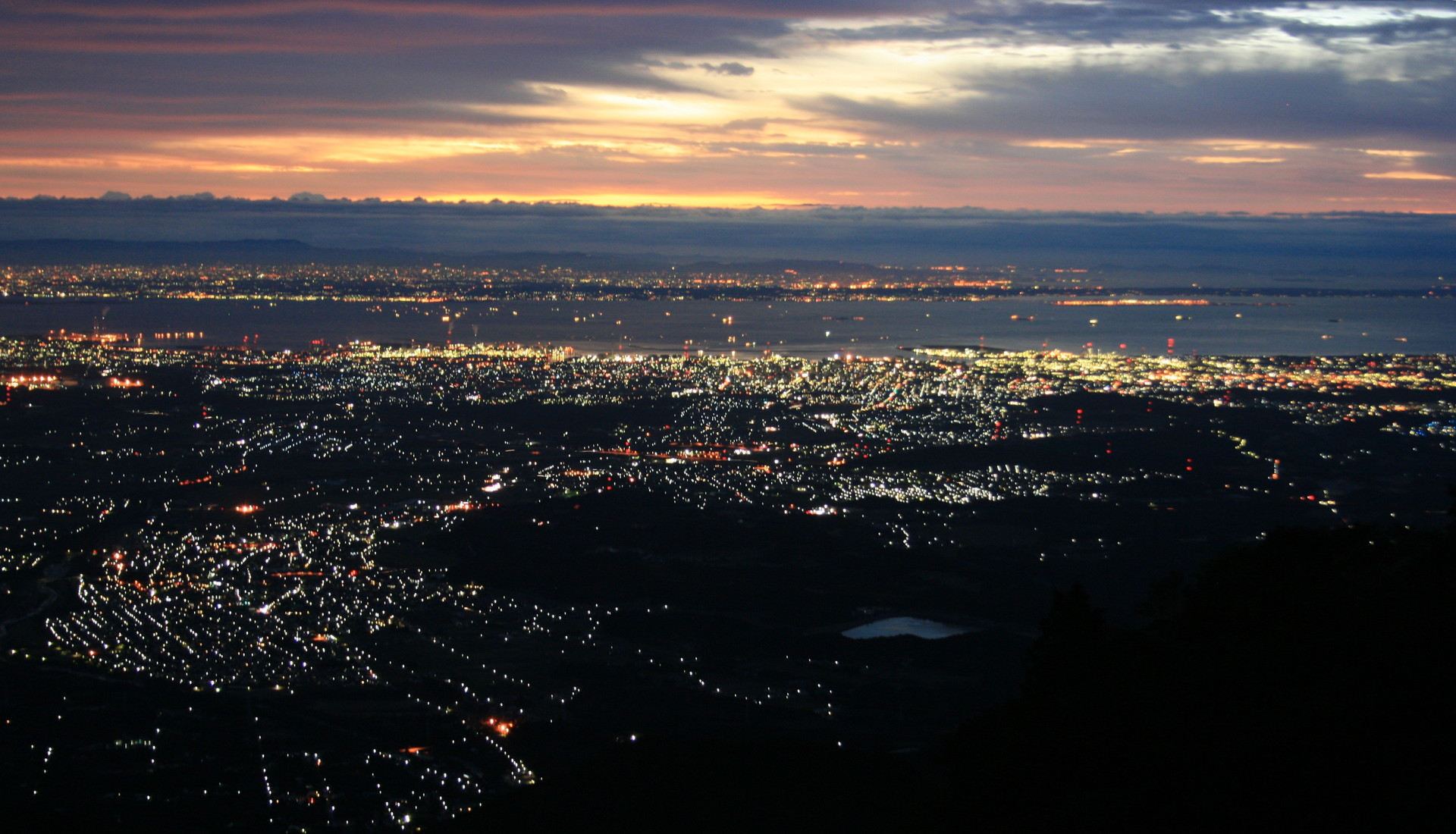
Vista de la bahía desde el monte Gozaisho.

- Datos: Q1368308
- Multimedia: Ise Bay / Q1368308